# Francisco de Asís González de la Riva
Francisco de Asís González de la Riva y Mallo, vii marqués de Villa Alcázar (Madrid, 1816-Madrid, 1876) fue un pianista, compositor y político español. 

## Biografía
Nacido en 1816 en Madrid, el día 6 de febrero. Inició su educación musical en Valladolid con Montero, miembro de la capilla de dicha ciudad. Después de tres años comenzó estudios de piano con Mariano Llorente, organista primero de la catedral, quien le enseñó también armonía y composición. 
En 1837 regresó a Madrid e hizo amistad con Santiago Masarnau, quien le facilitó el acceso al repertorio de compositores alemanes. Residió después en Salamanca, donde se puso en escena su comedia con coros El envidioso, en 1867. Publicó obras para piano, tanto en Madrid como en París. Compuso también obras religiosas, de cámara y dos zarzuelas. Fue académico de Bellas Artes. 
En 1840 contrajo matrimonio en Salamanca con Dionisia de Trespalacios y Meléndez de Ayanes, marquesa de Trespalacios.
Ejerció como alcalde de la ciudad de Salamanca durante el año 1870. De inclinación liberal, fue senador por la provincia de Salamanca de 1871 a 1872.
Falleció el 15 de mayo de 1876. Tras su muerte  en Madrid, sus hijos publicaron algunas de sus obras inéditas.Sus restos reposan junto con los de su esposa en el panteón que su familia posee en el Cementerio de San Carlos Borromeo de Salamanca.